# ایمنی ترافیک جاده

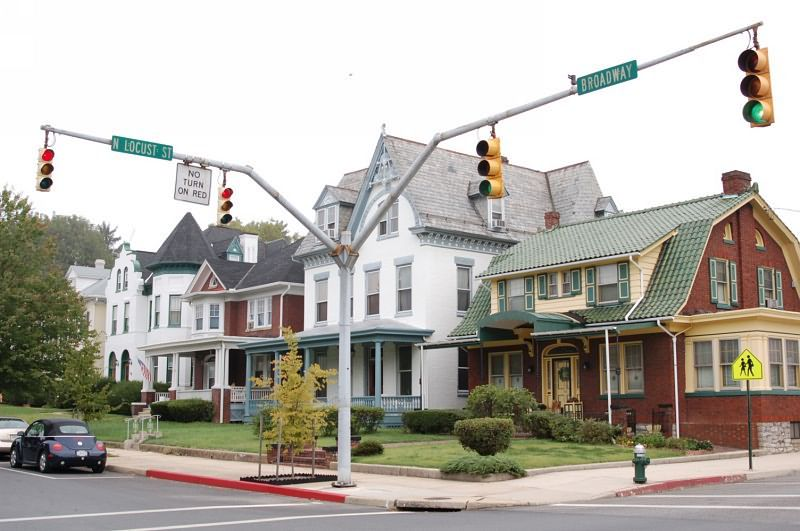
پیاده‌روها، جدول‌ها و علائم راهنمایی و رانندگی در هاگرستون، مریلند، ایالات متحده

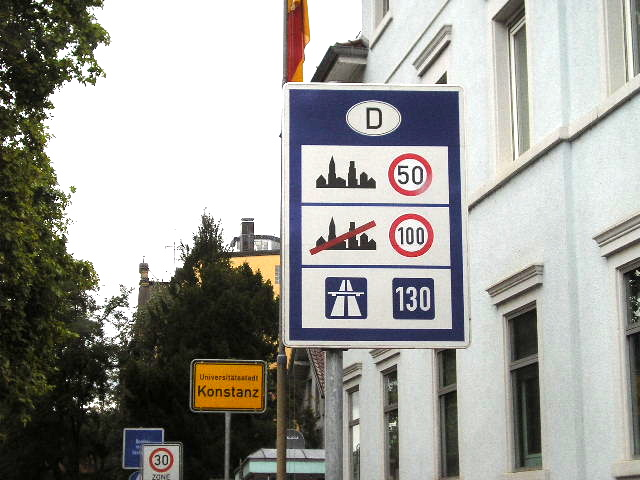
محدودیت سرعت در مناطق مختلف، به‌طور غیرمعمول تنها با یک حد «توصیه شده» (۱۳۰ کیلومتر در ساعت) برای اتوبان

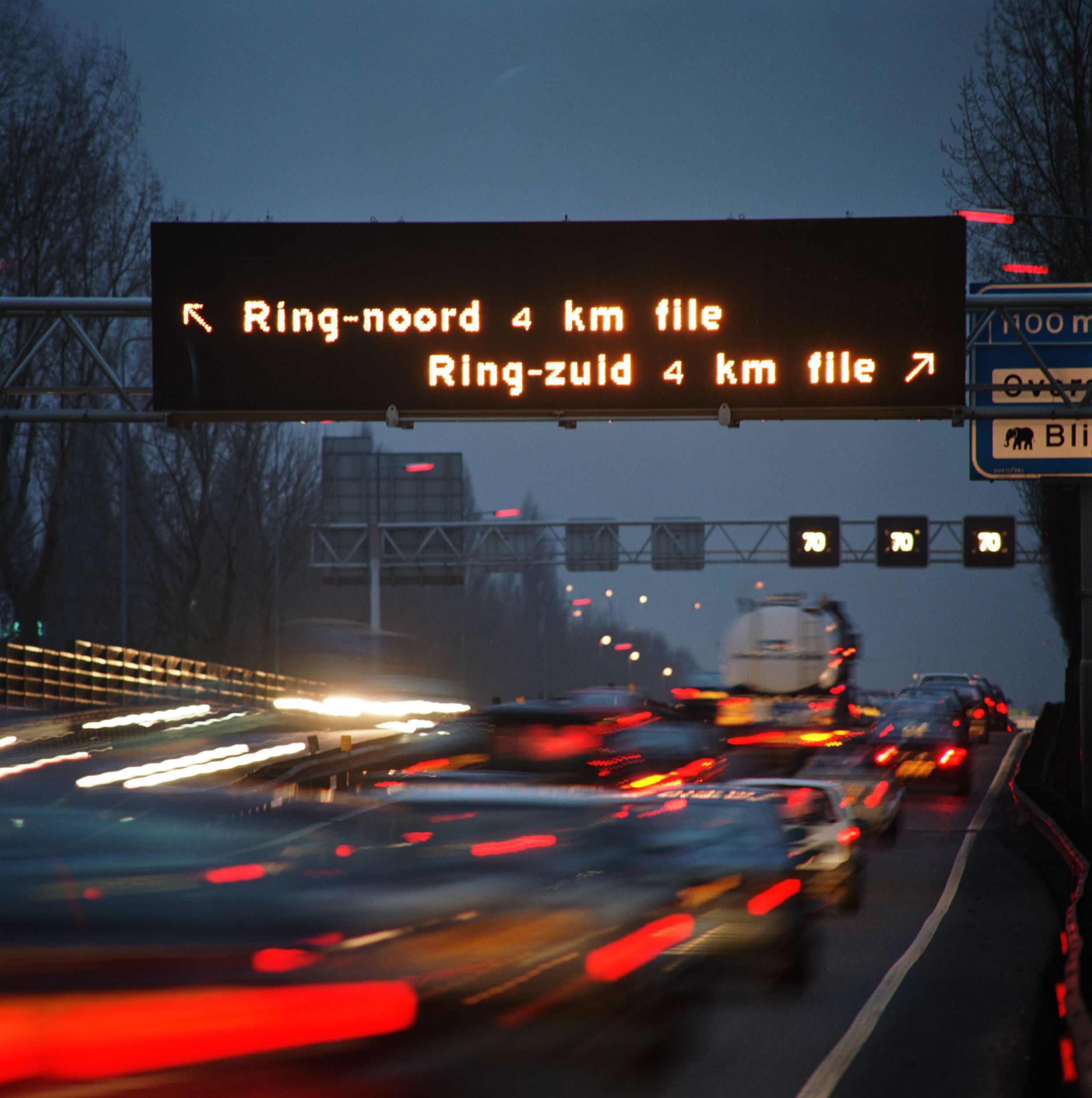
DRIP [Note 1] علامت پیام متغیر هدایت ترافیک در بزرگراه هلندی A13

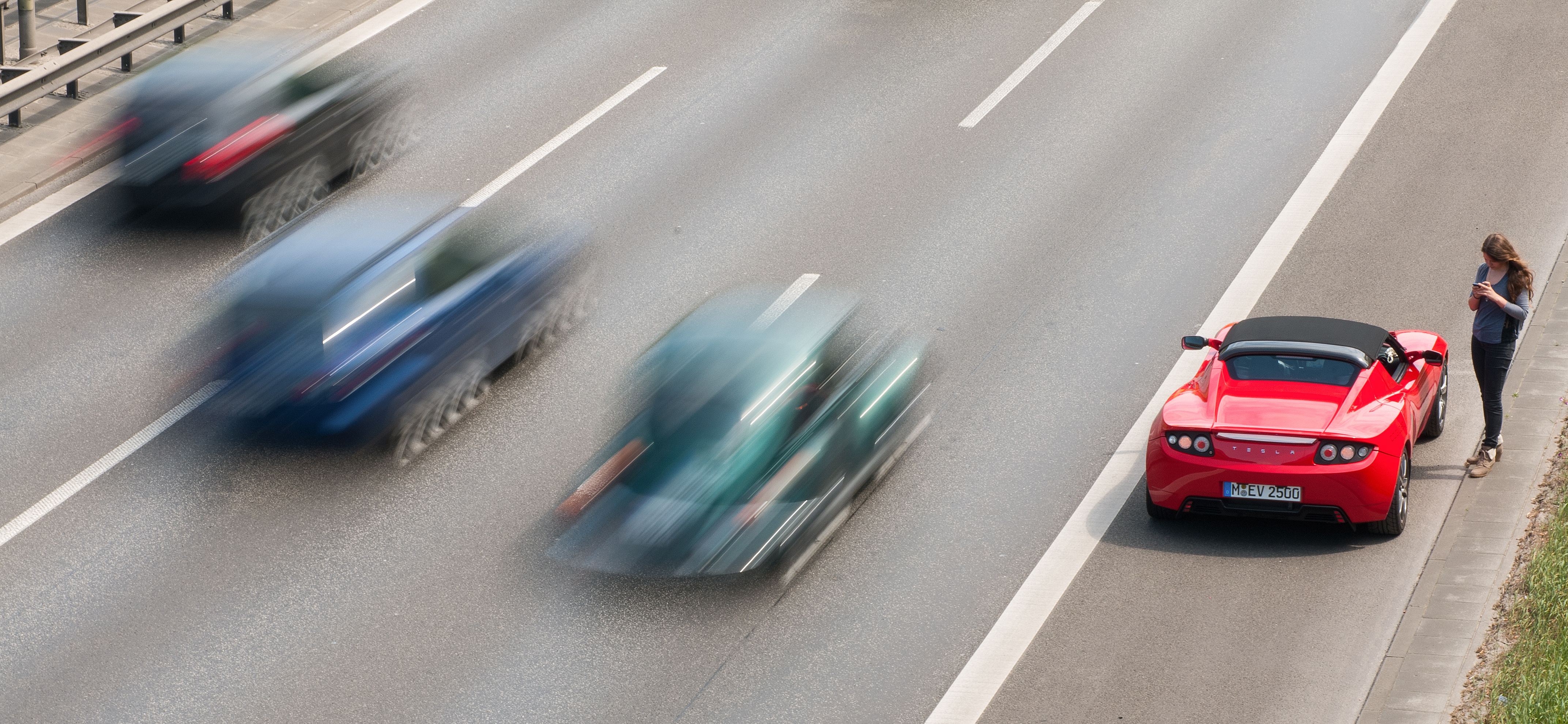
وسایل نقلیه ای که دچار خرابی یا وضعیتی اضطراری می‌شوند می‌توانند در خط اضطراری توقف کنند. این خطوط ممکن است خود خطراتی برای ترافیک ایجاد کنند.

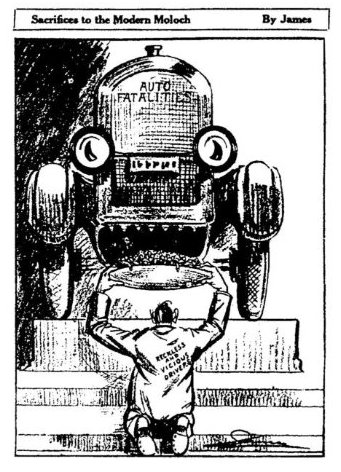
فداکاری برای مولوخ مدرن، کاریکاتوری در ۱۹۲۲ میلادی منتشر شده در نیویورک تایمز، در انتقاد از پذیرش آشکار جامعه از افزایش تلفات ناشی از خودرو.

ایمنی ترافیک جاده‌ به روش‌ها و اقداماتی گفته می‌شود که برای جلوگیری از کشته شدن یا جراحت شدید کاربران جاده‌ای مورد استفاده قرار می‌گیرد. کاربران معمولی جاده عبارتند از عابران پیاده، دوچرخه سواران، رانندگان، مسافران وسایل نقلیه، سوارکاران، و مسافران حمل و نقل عمومی در جاده (عمدتا اتوبوس و تراموا).
بهترین شیوه‌ها در استراتژی ایمنی راه مدرن:
استراتژی اساسی یک رویکرد سیستم ایمن این است که اطمینان حاصل شود که در صورت تصادف، انرژی‌های ضربه زیر آستانه‌ای باقی می‌مانند که احتمالاً منجر به مرگ یا آسیب جدی می‌شود. این آستانه بسته به سطح حفاظتی که برای کاربران درگیر جاده ارائه می‌شود، از سناریوی تصادفی به سناریوی تصادف دیگر متفاوت است. برای مثال، شانس زنده ماندن یک عابر پیاده بدون محافظت با وسیله نقلیه به سرعت در سرعت‌های بیش از ۳۰ کیلومتر در ساعت کاهش می‌یابد، در حالی که برای سرنشین وسیله نقلیه موتوری که به درستی مهار شده‌است، سرعت ضربه بحرانی ۵۰ کیلومتر در ساعت است (برای تصادف‌های جانبی) و ۷۰ کیلومتر در ساعت (برای تصادفات رودررو).— مجمع جهانی ترابری
از آنجایی که راه‌حل‌های پایدار برای ایمنی راه‌ها، به‌ویژه جاده‌های روستایی و دورافتاده کم‌ترافیک، شناسایی نشده‌اند، باید سلسله‌مراتبی از کنترل، مشابه طبقه‌بندی‌هایی که برای بهبود ایمنی و سلامت شغلی استفاده می‌شود، اعمال شود. در بالاترین سطح، پیشگیری پایدار از صدمات جدی و تصادفات مرگ و میر می‌باشد. منظور از «پایدار» نیاز به این است که همه حوزه‌های کلیدی نتیجه گذار در نظر گرفته شوند. در سطح دوم کاهش ریسک بلادرنگ است که شامل ارائه یک هشدار خاص به کاربرانی است که در معرض خطر شدید قرار دارند تا آنها را قادر به انجام اقدامات کاهش دهنده خطر کند. سطح سوم در مورد کاهش خطر تصادف است که شامل به‌کارگیری استانداردها و دستورالعمل‌های طراحی جاده (مانند AASHTO)، بهبود رفتار راننده و اجرای قانونی آن است.
ایمنی ترافیک بیش از ۷۵ سال است که به عنوان یک علم مورد مطالعه قرار گرفته‌است.

## ارجاعات

### ارجاعات درون خطی
1. ↑  McLeod, Sam; Curtis, Carey (2020-12-21). "Integrating urban road safety and sustainable transportation policy through the hierarchy of hazard controls". International Journal of Sustainable Transportation (به انگلیسی). 16 (2): 166–180. doi:10.1080/15568318.2020.1858376. ISSN 1556-8318.
2. ↑  Evans L (2014). "Traffic fatality reductions: United States compared with 25 other countries". Am J Public Health. 104 (8): 1501–7. doi:10.2105/AJPH.2014.301922. PMC 4103211. PMID 24922136.